# Cao
Luiz Carlos Pires de Queiroz, mais conhecido como Cao (Pelotas, 26 de setembro de 1945 – 13 de julho de 2022) foi um futebolista brasileiro, que atuava como goleiro.

## Carreira
Cao saiu do São Cristóvão para o Botafogo em 1965, ainda juvenil, e permaneceu por alguns anos na reserva de Manga, um dos maiores goleiros da história do futebol brasileiro. No banco de reservas, Cao conquistou o Campeonato Carioca em 1967.
Após a saída de Manga, Cao foi o escolhido para assumir a meta botafoguense, onde permaneceu até 1970, conquistando mais um título carioca em 1968 e a Taça Brasil do mesmo ano, reconhecida como título brasileiro, o primeiro do Botafogo.
Cao teve uma rápida passagem pelo Grêmio em 1971, mas foi prejudicado por uma lesão no joelho.
Ele retornou ao Botafogo em 1972, sendo vice-campeão brasileiro daquele ano e ficou no clube até 1974. Pelo Fogão, Cao disputou 202 partidas e sofreu 181 gols.
Ele ainda passou por outros clubes, como o CSA, até se aposentar. Vivia em sua cidade natal, Pelotas, após a aposentadoria.

## Morte
O Botafogo informou a morte de Cao no dia 13 de julho de 2022. Ele foi vítima de um aneurisma.

## Títulos
Botafogo
- Taça Guanabara: 1967 e 1968
- Campeonato Carioca: 1967 e 1968
- Torneio Início do Campeonato Carioca: 1967
- Campeonato Brasileiro: 1968